# Antonio López Ruiz
Antonio López Ruiz (Fortuna, Murcia, 9 de septiembre de 1924 - Almería, 23 de marzo de 2013), fue un profesor e investigador español. Catedrático, traductor de francés y Director, durante 24 años, desde 1962 a 1986, de la Escuela Profesional de Comercio, luego de Estudios Empresariales, de Almería. Es conocido fundamentalmente por sus investigaciones sobre Francisco de Quevedo y su tiempo.
Catedrático numerario jubilado desde el 30 de septiembre de 1989 en la Escuela Universitaria de Estudios Empresariales de Almería, miembro del Departamento de Filología Francesa de la Universidad de Granada. Bachiller, Maestro de primera enseñanza. Licenciado en Filosofía y Letras (sección de Filología Románica) el 14 de junio de 1952, Doctorado (Sobresaliente cum laude) el 16 de marzo de 1981.

## Biografía
Antonio López Ruiz nació en Fortuna, provincia de Murcia, el 9 de septiembre de 1924, hijo de don José López Palazón -alicantino-, Maestro Nacional sucesivamente de Ferreiravella (Riotorto, Lugo), Vianos (Albacete), Javalí Nuevo y Alcantarilla, y de doña Teresa Ruiz Manuel, de Puerto Lumbreras (Lorca, Murcia).
Junto con sus tres hermanos crece en las localidades donde se va trasladando su padre, y, con sus abuelos en Fortuna, aprende a conocer los animales y las labores del campo como la siega, la trilla, la vendimia, la recogida de la almendra o la elaboración del vino.
El período de la Guerra Civil, en que llegó a ejercer de pastor de cabras a jornal en Javalí Nuevo, es muy duro para la familia: miedo, represalias políticas entre vecinos y hambre (a menudo la familia tiene que alimentarse de hierbas como linzones y collejas). La posguerra trae lentamente por fin la calma y las posibilidades de futuro.
Culmina brillantemente el Bachillerato (media de 9,7 en séptimo curso), en el Instituto murciano "Alfonso X el Sabio" y, después, se licencia en la Universidad de Murcia, en la que obtiene once Matrículas de Honor. En 1948 la misma Universidad le publica su primer trabajo, “Don Diego Clemencín. Ensayo Bio-bibliográfico”, Premio “Biografías de murcianos ilustres” de la Excma. Diputación de Murcia en 1946, redactado cuando estaba en cuarto curso de licenciatura, en colaboración con su compañero y entrañable amigo Eusebio Aranda Muñoz, libro prologado por el Dr. don Ángel Valbuena Prat y del que ha aparecido una segunda edición ampliada editado por la Real Academia Alfonso X el Sabio.
Acabada su licenciatura desde el 1 de octubre es Profesor Ayudante de clases prácticas de Literatura Universal y Literatura Románica (Francés) en la Facultad de Filosofía y Letras de la Universidad de Murcia para el curso 1949/50, hasta el 30 de junio, fecha en que es nombrado catedrático numerario de Francés por oposición, turno libre, de Escuelas de Comercio, después Universitarias de Estudios Empresariales, y se traslada a la de Almería. Toma posesión el 1 de julio.
Como estudiante en Murcia le había correspondido hacer el Servicio Militar en la I.P.S. o Milicia Universitaria: dos cursos de verano en el campamento de Montejaque. Acabaría con el grado de sargento el primer curso y, en el segundo curso, sería número uno del Campamento en Infantería con el grado de Alférez de Complemento, siéndole concedida la Cruz de la Orden del Mérito Militar de Primera clase con distintivo blanco por méritos académicos, condecoración que le sería entregada por el Teniente General Rada.
Ya licenciado marchó a Huelva, para realizar las prácticas como Alférez de Complemento de Infantería y allí, en la Residencia de Oficiales, daría su primera conferencia de tema militar con el título: “Límites entre la obediencia y el espíritu de iniciativa de los mandos intermedios en la guerra moderna”. La conferencia le valió ser recompensado con pasaporte de viaje a Madrid por el Coronel don Francisco Bardaxi, -Gobernador Militar de Huelva- pasaporte que aprovechó para realizar las citadas oposiciones, que ganó en 1950. En esta año llega a Almería como catedrático de Francés en la Escuela de Comercio. A los dos años se traslada a la de Granada.

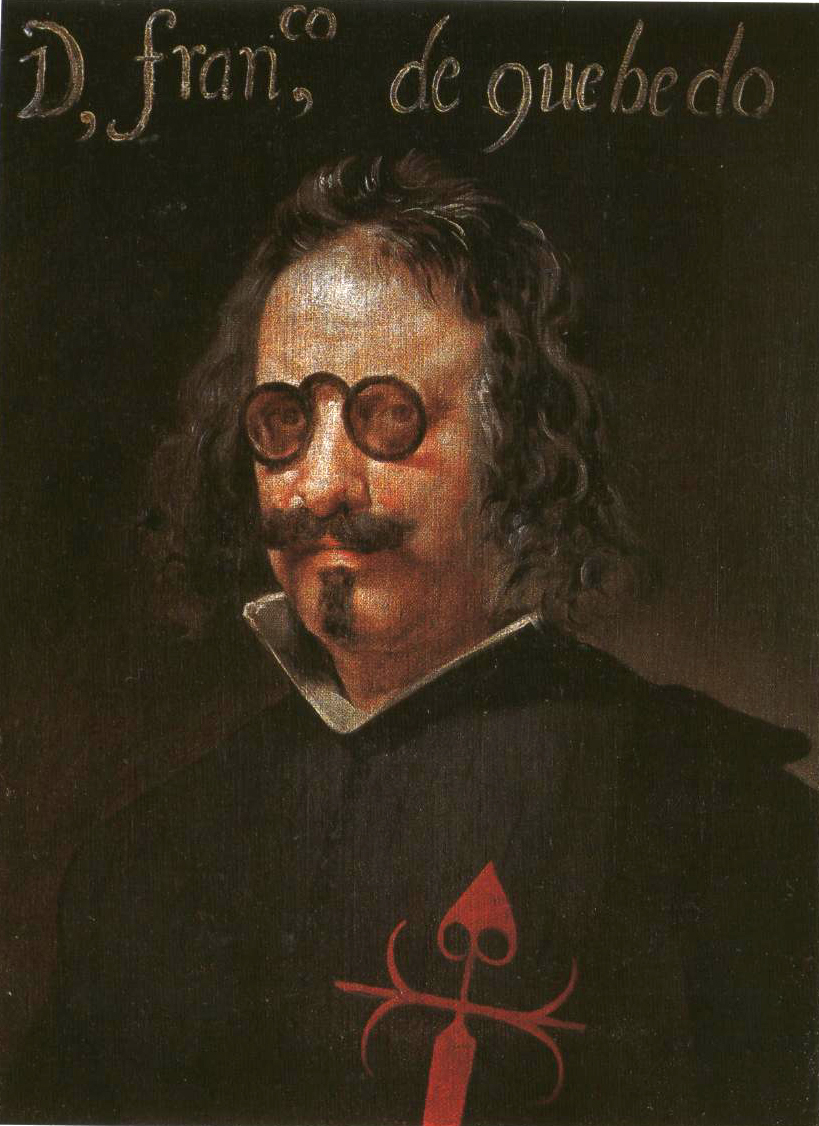
Don Francisco de Quevedo y Villegas (1580-1645)

Después de una estancia de nueve años en esta ciudad, ya con cuatro hijos y ante lo limitado de sus ingresos, realiza otras oposiciones en Madrid, también en turno libre. Es nombrado en 1960 catedrático numerario de Institutos de Enseñanza Media y vuelve a Almería, donde reúne las dos cátedras. Imparte además, en el Colegio Stella Maris (Jesuitinas) clases de Psicología, Lógica, Ética, Teoría del Conocimiento y Ontología a alumnas de 5.º y 6.º cursos de Bachillerato hasta 1961. Permanecerá en el Colegio de las Jesuitinas durante dos años y un año en el Colegio de La Salle.
En Almería se casaría con la sevillana Pepita Cruces López en 1953. El matrimonio duró 37 años: hasta el fallecimiento de su esposa en 12 de octubre de 1990. Tendrían 5 hijos.
Es Operador Cinematográfico (proyeccionista de cabina) con carnet profesional n.º 232, expedido tras una convocatoria de exámenes en Murcia el 6 de abril de 1948. Sería más tarde Crítico de Cine y Libros de “Hoja Oficial de Lunes” de Granada desde enero de 1959 a julio de 1960, fecha de su traslado a Almería.
Como catedrático numerario de Francés de Institutos de Bachillerato toma posesión en el de Almería el 10 de abril de 1961. En excedencia "voluntaria" desde el 30 de septiembre de 1979. Profesor titular de Francés por concurso-oposición del hoy extinto Instituto de Idiomas de la Universidad de Granada. Director de su Sección Filial de Almería durante 24 años, hasta su extinción al convertirse en Escuela Universitaria de Traductores e Intérpretes. Tuvo a su cargo la cátedra de Francés de la Escuela de Magisterio de Almería desde 1961 hasta 1964, fecha en que tuvo que renunciar por exceso de horario.
Fue Director de los Cursillos de Perfeccionamiento del profesorado de E.G.B., regulados por Orden de 17 de junio de 1972, área de Filología, modalidad de Francés, celebrados en Almería en 1974. Ha sido Presidente, Vocal o Secretario en Tribunales de oposiciones, Cátedras o Agregadurías de Francés de Institutos de Enseñanza Media; Vocal de Comisiones (idoneidad, cátedras, titularías, de Escuelas Universitarias); Vocal o Secretario de Tribunales de Tesis Doctorales en la Universidad de Granada. Presidente de Tribunales de Pruebas de Suficiencia en Francés de Escuelas Universitarias en Jaén, Melilla y Escuela Universitaria de Ingeniería Técnica Agrícola de Almería.
Dos estancias en Francia (verano de 1947, con subvención de la Universidad de Murcia la primera), y “Stage Pédagogique” en Cap-d’Ail (verano de 1965) la segunda, con pensión de la Comisaría de Protección Escolar (Perfeccionamiento del Profesorado).
Profesor y Director de “Vacances Studieuses en Espagne” y de los “Centres Linguistiques de Vacances” (alumnado universitario extranjero) en Granada, cursos 1959-60 y 1960-61. Ha dictado conferencias y participado en varios congresos sobre la enseñanza del idioma: Terminología lingüística (Madrid, 1958); Didáctica del Francés en la Enseñanza Media (Granada, abril de 1960 -con dos conferencias y varias prácticas a su cargo-);  Enseñanza de la Civilización del país cuya lengua se enseña (Madrid, abril-mayo de 1965). Temas de frontera (Comunicación): “Quevedo y la frontera franco-española”, publicado en la Revista Études Roussillonnaises, Montpellier junio de 1988.
Segundo Premio Nacional de Poesía en 1987, convocado por el Consejo Superior de Investigaciones Científicas y dotado con 25.000 pesetas por su colección de sonetos dedicados “A Einstein y Hawking y a todos los que discuten sobre si Dios juega a los dados”. Como poeta utiliza el seudónimo de ALOR.
En 1990 obtiene el Primer Premio (100.000 pesetas) del XIV Concurso de Cuentos “Nueva Acrópolis”, con el relato titulado “Querida Lisi”, sobre la desconocida amada de Quevedo.
Obtiene dos accésits en convocatorias del Premio Internacional de relatos “Demetrio Cañizares”, entre los años 1998 y 2001. Accésit de poesía en el V Certamen Literario “Villa de Garrucha”, por “Una sola tierra”, en 2006.
También ha colaborado en la Colección de 21 relatos sobre el Cabo de Gata.
Presentó su canción "Chiquilla" al I Festival de la Canción almeriense, obra que interpretaría la Tuna Universitaria de Empresariales en diversos puntos de Andalucía y Levante.
Es autor, acabada la guerra, de retablos pintados al temple y en perspectiva en las iglesias de Torres de Cotillas y de Javalí Nuevo, y del camarín del altar mayor de la de Nonduermas (Murcia). No todos se conservan hoy.

”Su talante de hombre de ciencia -escribe el crítico Bartolomé Marín Fernández-, ordenado, analítico y riguroso, no impiden la otra manifestación de su persona, no menos profunda, instalada en el mundo de la creación artística a través de la música, de la pintura y de la poesía. Un raro consorcio de vocaciones que definen su estilo y afloran en su ya respetable obra publicada”.

## Obras

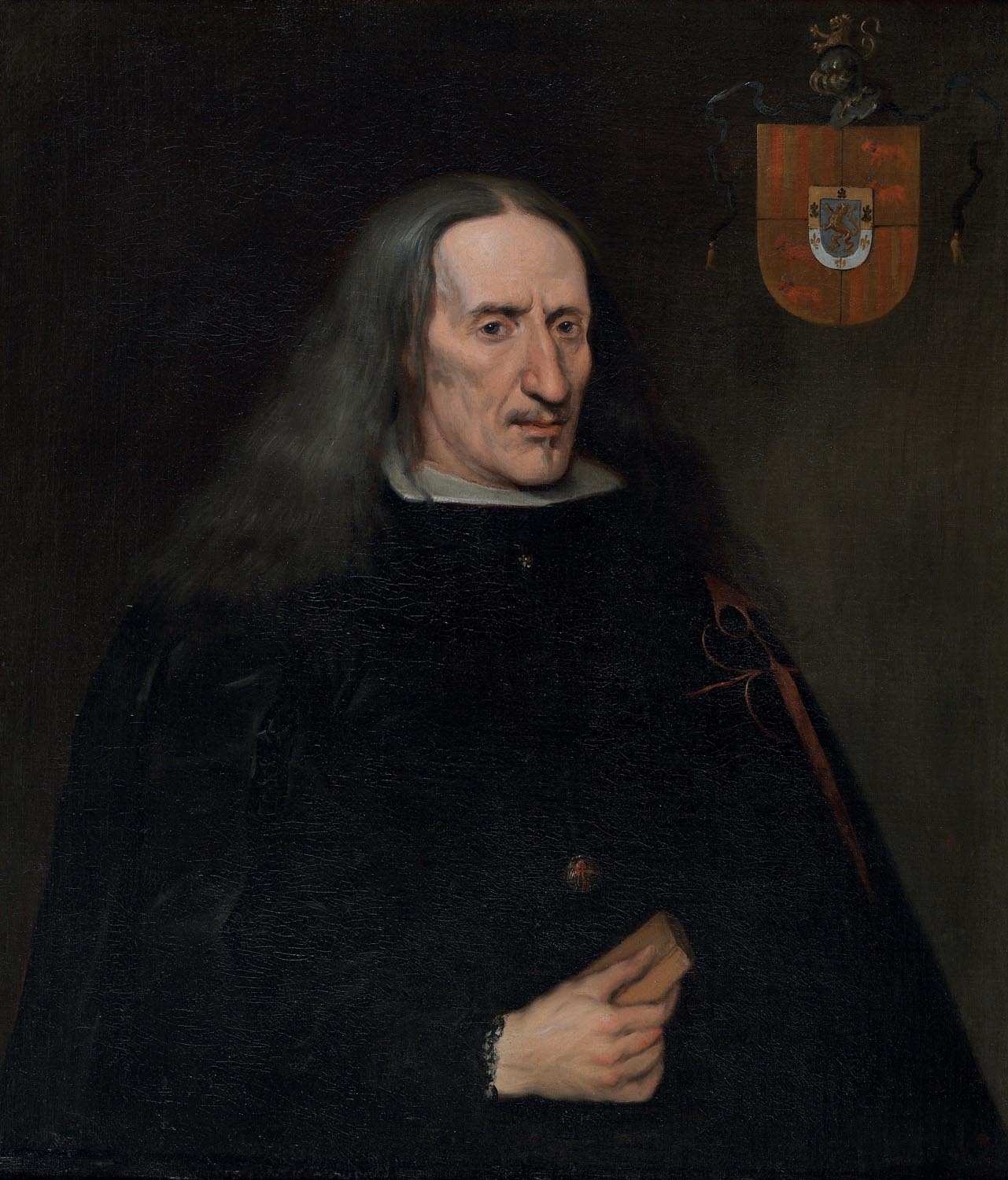
José Pellicer de Ossau Salas y Tovar (1602-1679), por Juan Carreño de Miranda.

- “Don Diego Clemencín (1765-1834)”, Ensayo Bío-Bibliográfico, Murcia, 1948. Prólogo del Dr. Don Ángel Valbuena Prat. (2.ª edición corregida y aumentada, ed. Real Academia Alfonso X el Sabio, Murcia, 1993).
- “Quevedo: un apócrifo más. La `Relación de las trazas de Francia´, copia parcial del final de la `Defensa de España´ de Pellicer”, en Papeles de Son Armadans, n.º 179, Madrid-Palma de Mallorca, febrero de 1971, páginas 121-138.
- “Arte granadino actual. Sesenta años de arte granadino (1900-1962)", con numerosas ilustraciones, Litografía Anel, Granada, colaboración con Antonio Aróstegui Mejías, 1962, 615 páginas. Reeditado en 1974.
- “¿Pellicer, comentador de Quevedo?”, en Papeles de Son Armadans, n.º 191, febrero de 1972, págs. 154-170.
- “Otra falsa atribución a Quevedo: Los aforismos de Antonio Pérez”, Papeles de Son Armadans, n.º 212, noviembre de 1973, págs. 121-139.

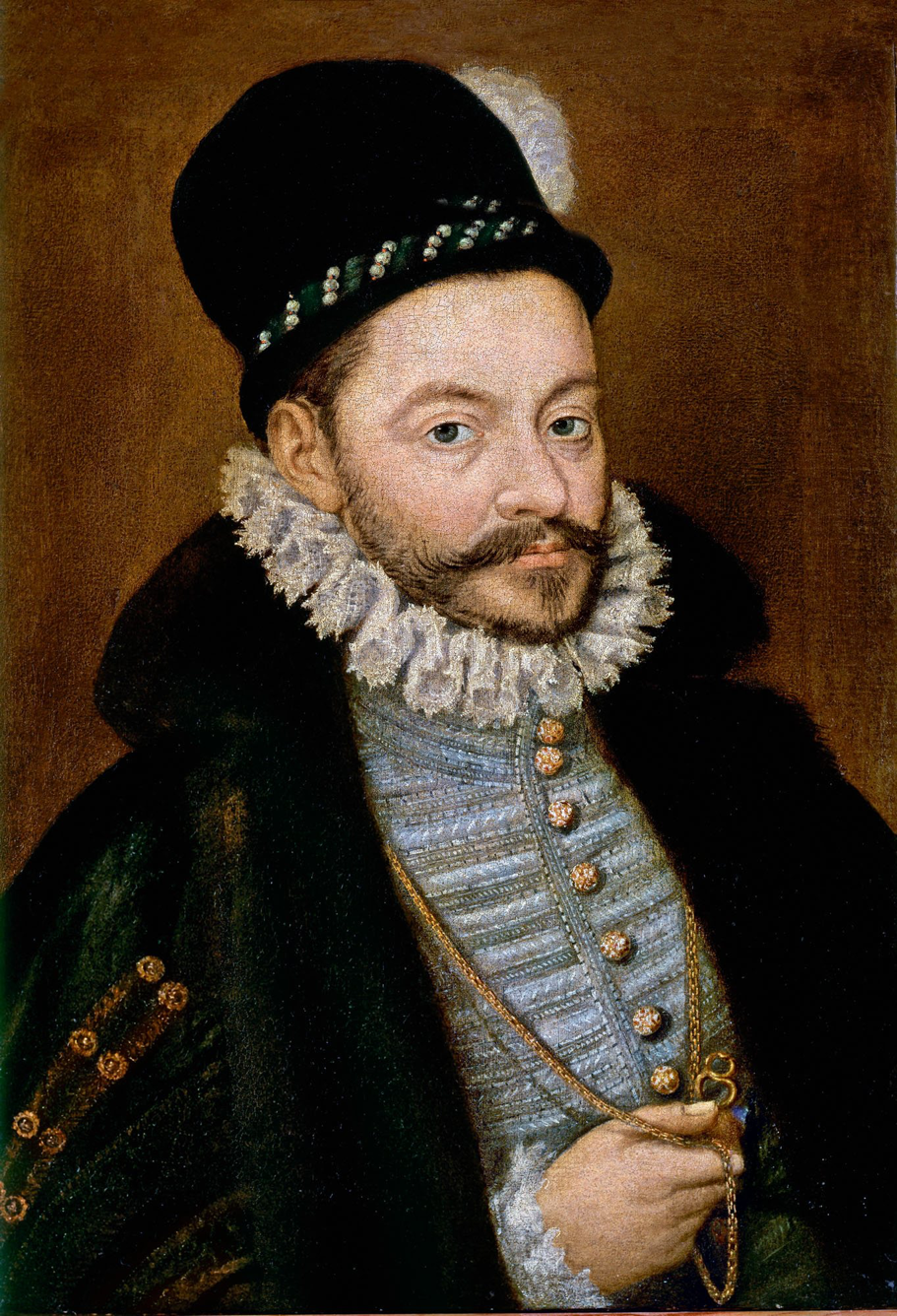
Antonio Pérez (1540-1611), Secretario Real de Felipe II, por Alonso Sánchez Coello.

- “El autor y la imprenta” (conferencia). En el V Centenario de la imprenta en España, Ed. Cajal, Almería, 1974.
- “Quevedo y los franceses” (resumen de la tesis doctoral), Ed. Cajal, Almería 1980.
- “El misterioso hidalgo don Francisco de Quevedo”, (ilustraciones de Giménez de la Rosa) Premio al libro mejor editado del año del Centenario, Ed. Everest, León, 1980.
- “Quevedo y Andalucía (Andanzas juveniles de Quevedo y del Duque de Osuna”, en “Andarax, n.º 6, Almería, 1980.
- “Quevedo y Andalucía, II (Siguiendo el curso del Guadalquivir”, en “Andarax”, n.º 10, Almería, 1980.
- “Quevedo: quince años y medio de prisiones”, en Anales del Colegio Universitario de Almería, Letras 1982, Almería 1984.
- “Andalucía en la obra de Quevedo: I. Los viajes andaluces”. Boletín del Instituto de Estudios Almerienses, n.º 4, Almería, 1984.
- “La Escuela Profesional de Comercio de Almería, hoy Universitaria de Estudios Empresariales”. En su cincuentenario, Almería, 1985.
- “La aventura veneciana de Quevedo” en "Revista de Literatura" n.º 94 del Consejo Superior de Investigaciones Científicas, Madrid, julio-diciembre de 1985, págs. 168-178.
- “Sobre la alcurnia de don Quijote: Gutierre de Quijada”, en Boletín del IEA, n.º 7, Almería, 1987 (colaboración con Antonio Moreno Martín).
- “Quevedo y la nobleza andaluza”. Boletín del IEA, n.º 8, Almería, 1988.
- “Quevedo: más allá de la frontera franco-española”. En Libro-homenaje dedicado al catedrático Dr. D. Juan Barceló Jiménez. Ed. Real Academia Alfonso X el Sabio de Murcia, Murcia, 1990.
- “Algunas reacciones andaluzas ante los escritos santiaguistas de Quevedo”, en Monteolivete, Revista del Departamento de Didáctica de la Lengua y la Literatura, número 7, Libro-homenaje a Eusebio Aranda Muñoz en su jubilación, Valencia, 1991.
- “Notas sobre las polémicas literarias andaluzas de Quevedo”, en Libro-homenaje a Juan García Abellán, Real Academia Alfonso X el Sabio, Murcia, 1991.
- “Quevedo: Andalucía y otras búsquedas”, (once trabajos, antes publicados, de sus investigaciones sobre Quevedo), Ed. Zéjel, Almería, 1992
- Nueve libros de texto de Francés para Bachillerato y F.P., siete de ellos por encargo de Ed. Everest, diversos planes de estudio[7][8]
- “Sobre Quevedo, traductor de poesía clásica”, en Emilio Barón (dir) “Traducir  poesía. Luís Cernuda, traductor”. Grupo de Investigación “Poesía y Traducción”. Universidad de Almería, Servicio de publicaciones, 1998, pp.59-68.
- “Quevedo niño y adolescente. Notas sobre la formación de un carácter”, en “Humanidades y Educación". Libro-homenaje a Covadonga Grijalva y a Francisco Alarcón, pp. 405-419, Universidad y Ayuntamiento de Almería, 2002.
- “Una misión confidencial del alcaide de La Peza: impedir la huida a Italia del Gran Capitán”, Revista de Humanidades y Ciencias Sociales del IEA, n.º 19 (2003-2004), pp. 165-174.
- “Quevedo: 25 años después del Centenario. Acordes y disonancias”, en Didáctica y Humanidades, Ed. Universidad de Almería, Almería, 2005.
- “El tema de las Indias en Quevedo”, Voz y Letra, XVII/I, pp.133-181, Madrid, 2006.
- Edición, prólogo y notas, junto con Antonio José López Cruces, de la obra de José Pellicer Ossau y Tovar “Defensa de España contra las calumnias de Francia, (1635)”, Edición Digital de la Biblioteca Virtual “Miguel de Cervantes” de la Universidad de Alicante, 2006.[9]
- "Tras las huellas de Quevedo", 15 monografías (1971-2006) y un epílogo, 340 págs., Editorial Universidad de Almería, 2008.[10]
- "Asesinato en el Generalife", novela corta, 103 págs., Editorial Mellado Vergel, 2011.[11]
- "Querida Lisi y otros relatos", siete cuentos, 2012.[12]
- "Sonetos a destiempo", cincuenta poemas, 2014.[13]

## Traducciones

### Para Editorial Paidós Ibérica (Barcelona)
- Armand Mattelart: La Publicidad, Barcelona, 1991, 135 págs.
- Jacques Aumont: La Imagen, 336 págs.
- Jean-Claude Carrière y Pascal Bonitzer: Práctica del guion cinematográfico, 161 págs.
- Michel Chion: La Audiovisión. Barcelona, 1993, 206 págs.
- Gil Delannoi-Pierre-André Taguieff (col): Teorías del nacionalismo. Barcelona, 1993, 474 págs.
- F. Vanoye: Guiones modelo y modelos de guion. Barcelona, 1996, 236 págs.
- Jean-Marie Guéhenno: El fin de la democracia. Barcelona, 1995, 138 págs.
- A. Mattelart y M. Mattelart: Historia de las teorías de la comunicación. Barcelona, 1997, 142 págs.[14]
- Jacques Aumont: El ojo interminable. Cine y Pintura. Barcelona, 1997, 208 págs.

### Misma Editorial, Serie Orientalia
- Al Salami: Futuwah. Tratado de caballería sufí. 124 págs.
- Yalal-al-Din Rumi: 150 Cuentos sufíes, extraídos del al-Máznawi. 199 págs.[15]
- Varios, recopilación de René R. Khawam: El Libro de las Argucias (relatos árabes, Tomo I: Ángeles, Profetas y Místicos. – Tomo II: Califas, visires y jueces). 393 págs en total.
- Ch. Bonaud: Introducción al Sufismo. Barcelona, 1944, 153 págs.
- Yalal-al-Din Rumi: El libro interior. Barcelona, 1996, 317 págs.[16]

### Para el Instituto de Estudios Almerienses
- Bernard Vincent: “50.000 moriscos almerienses” en Coloquio Almería entre Culturas, Tomo II, IEA, 1990, págs. 489-514.
- Lucie Bolens: Agrónomos andaluces en la Edad Media (ed. en colaboración con la Universidad de Granada), 1944, 292 págs.
- Patrice Cressier et alii: 6 monografías en Estudios de Arqueología Medieval en Almería. IEA, Granada, 1992, 285 págs.
- Ismael Diadié Haidara: El Bajá Yawdar y la conquista Saadí del Songhay (1591-1599). IEA y Ayuntamiento de Cuevas del Almanzora, Almería, 1993, 178 págs.
- Coloquio Granada 1492-1992 (24 ponencias y comunicaciones). Colaboración con la Universidad de Granada, 1995, 511 págs. A su cargo la edición francesa del coloquio.

## Poemas
- Colección de poemas "Sonetos a destiempo", dedicados “A Einstein y Hawking y a todos los que discuten sobre si Dios juega a los dados”. Premio del CSIC (inédito).
- Sonetos: "Una sola tierra"

## Obras en Internet
- Dialnet Catálogo de obras publicadas
- Defensa de España, de José Pellicer Archivado el 12 de enero de 2012 en Wayback Machine. Edición con prólogo y notas
- Andalucía en la obra de Quevedo
- Una misión confidencial del alcaide de La Peza: impedir la huida a Italia del Gran Capitán en PDF. Revista de Humanidades y Ciencias Sociales del IEA, n.º 19 (2003-2004), pp. 165-174